# Museu Josef Stalin
O Museu Josef Stalin (em georgiano: იოსებ სტალინის სახელმწიფო მუზეუმი; romaniz.: Ioseb Stalinis sachelmtsipo muzeumi) é um museu localizado na cidade de Gori, na Geórgia.
Inaugurado em 1957, quando a Geórgia fazia parte da União Soviética, o museu é dedicado à imagem do líder soviético Josef Stálin em sua cidade natal. Possui como principais atrações, uma réplica da cabana em que Stálin nasceu e viveu até os seus quatro anos de idade, além do vagão de trem blindado em que o líder da antiga União das Repúblicas Socialistas Soviéticas utilizava para viajar durante a Segunda Guerra Mundial.

## Organização
O museu é dividido em três seções, todas elas localizadas na praça central da cidade, que foi oficialmente dedicada a Stalin em 1957. Com a queda da União Soviética e a independência da Geórgia, o museu foi fechado em 1989, mas foi reaberto e é uma atração turística popular.

### Casa de Stalin
Consagrado com um pavilhão greco-italiano, a cabana de madeira, na qual Stalin nasceu, em 1878, e passou seus primeiros anos de vida. A pequena cabana possui dois quartos no andar principal. O pai de Stalin, o sapateiro Vissarion Jughashvili, alugou um dos quartos na parte esquerda do edifício e manteve uma oficina no porão. O dono do terreno vivia no outro quarto. A cabana originalmente era parte de uma linha de moradias, mas as demais foram demolidas.

### Museu de Stalin
A parte principal do complexo é um grande palácio, no estilo Gótico Stalinista, que se tornou, em 1951, um museu da história do socialismo, mas intencionalmente se tornou um memorial ao líder socialista, Stalin, que morreu em 1953. As exibições são divididas em seis salões organizados em ordem cronológica, e que contêm itens alegadamente possuídos por Stalin, como os móveis de seu escritório e presentes que ele recebeu durante a sua vida. Também há um grande número de documentos, como fotografias, pinturas e jornais.

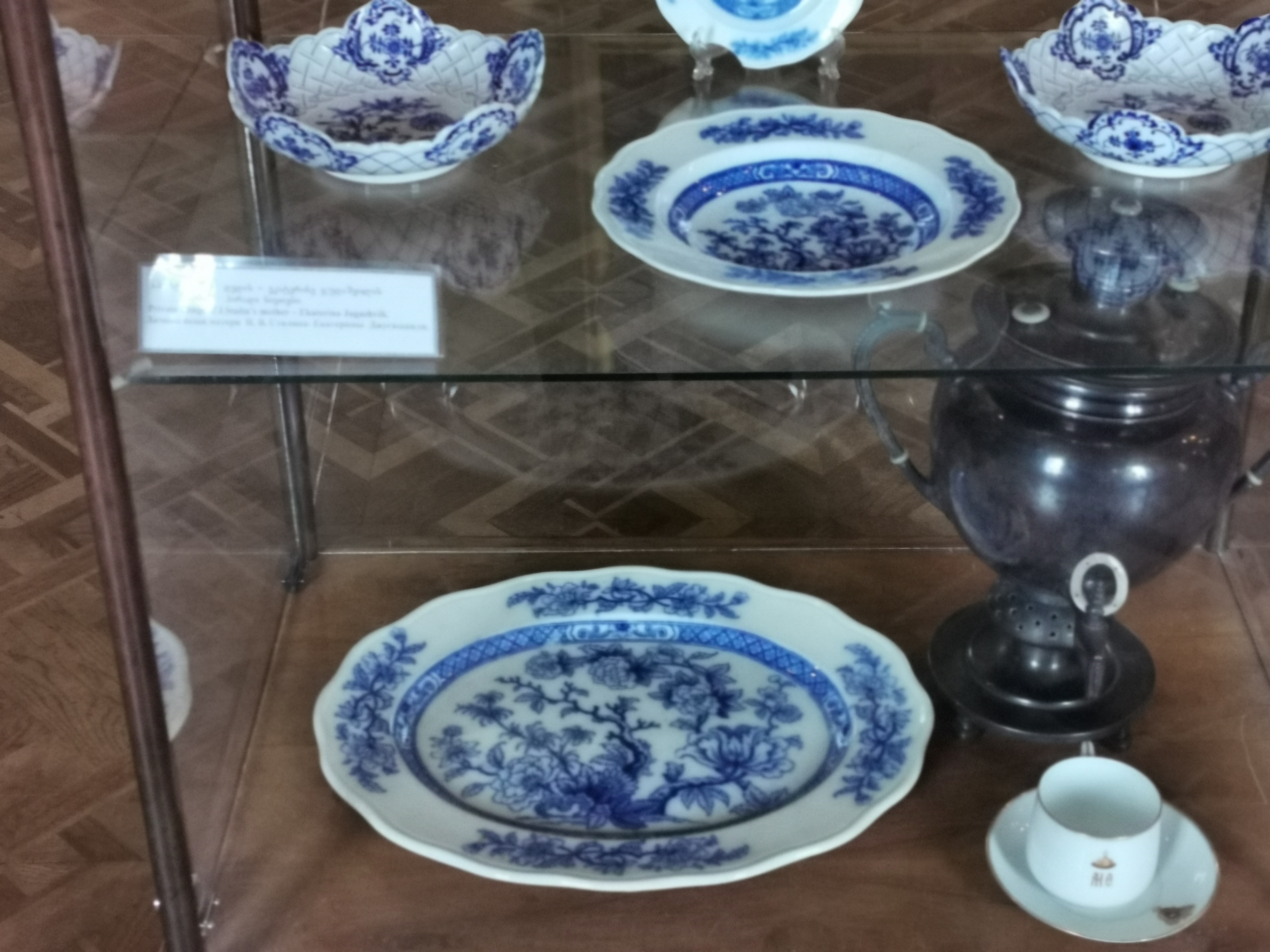
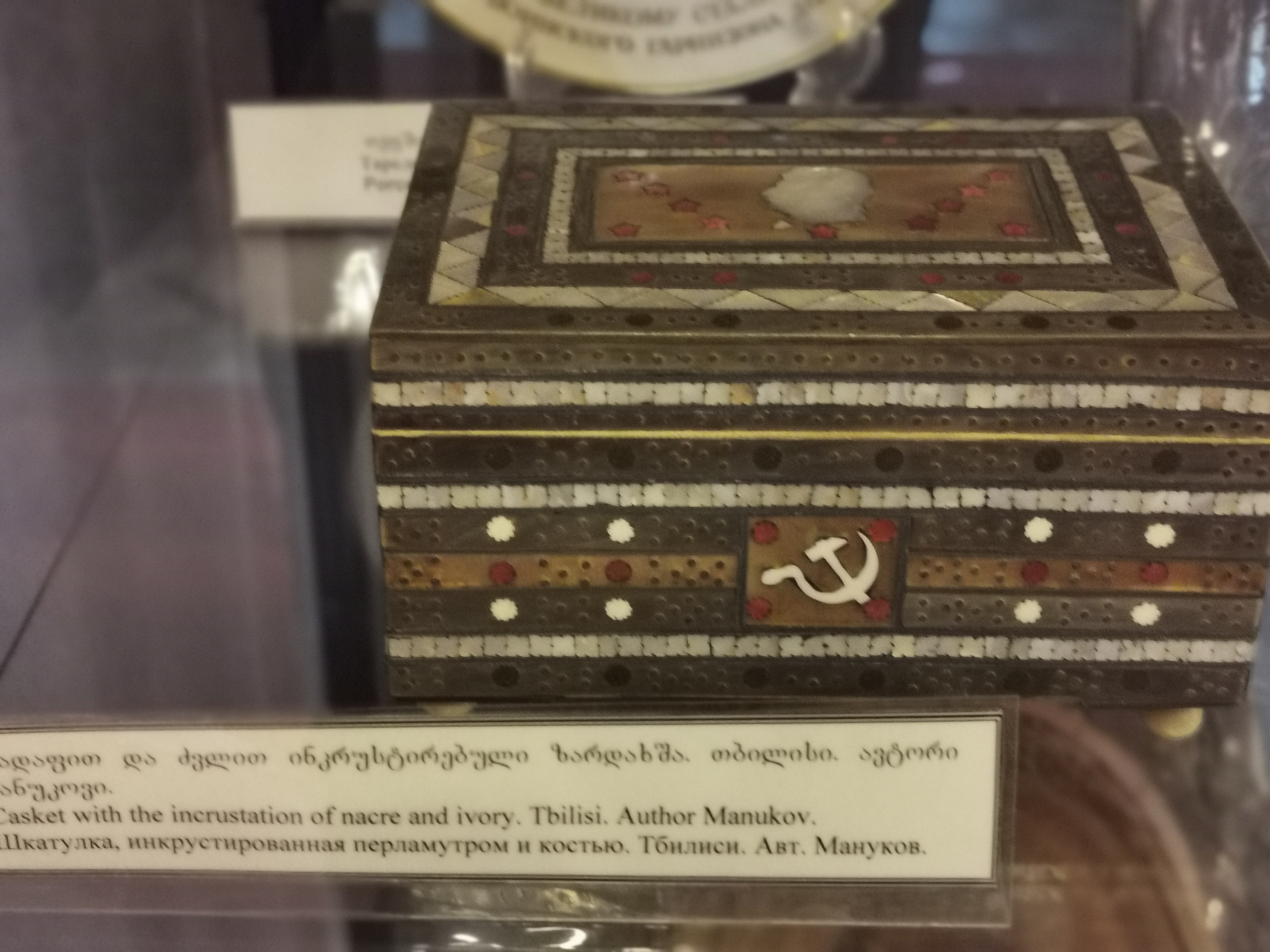
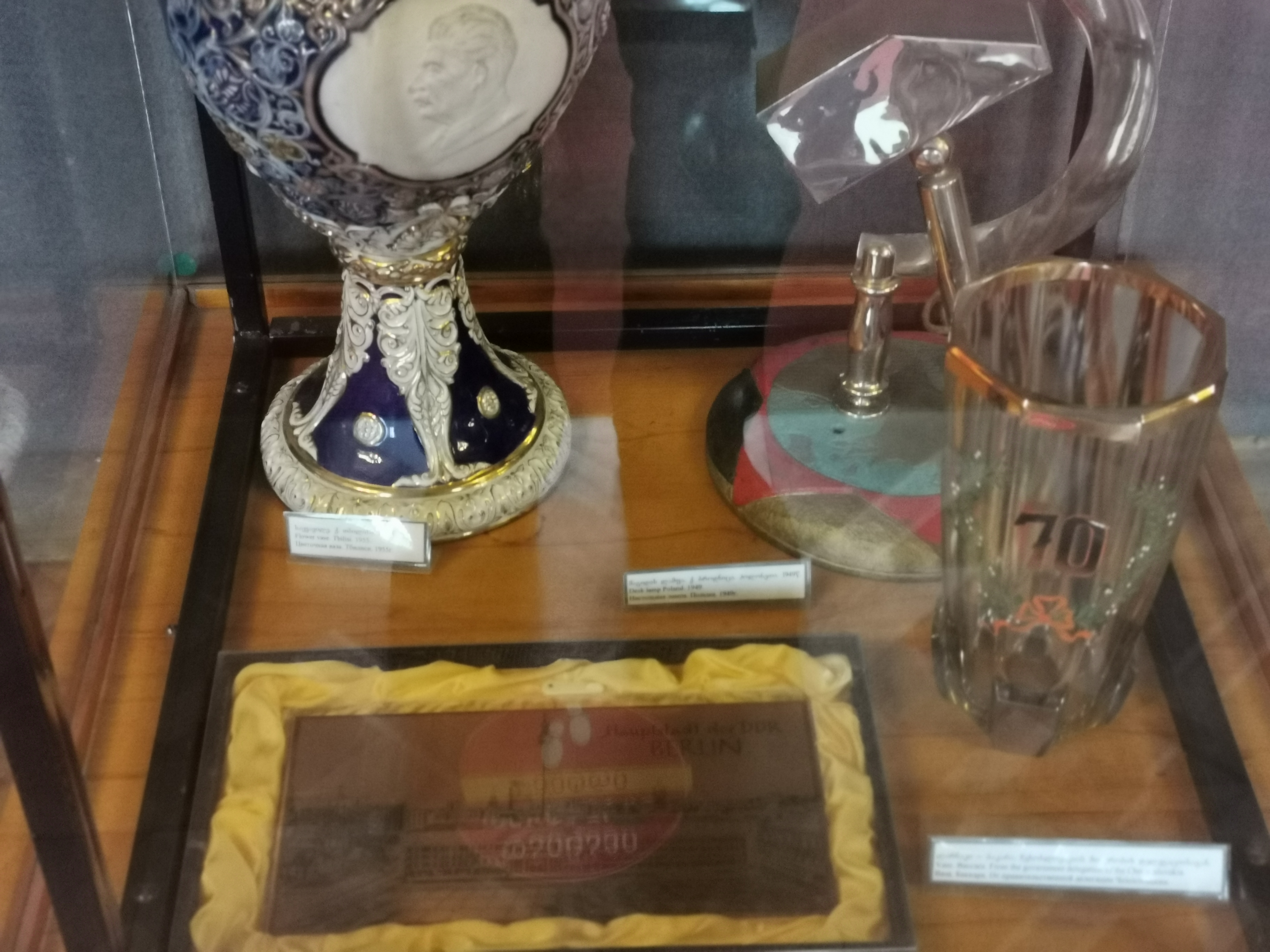
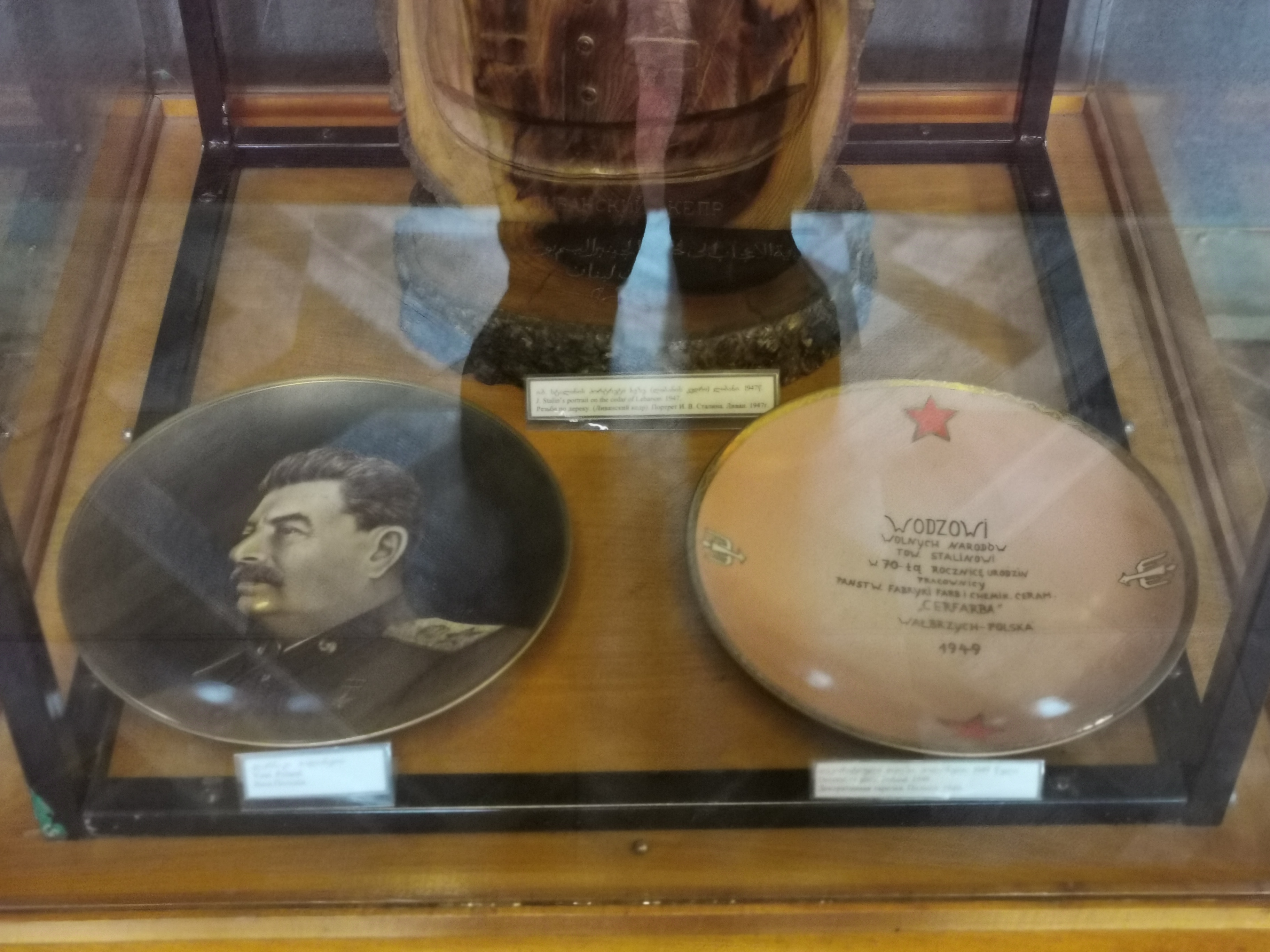
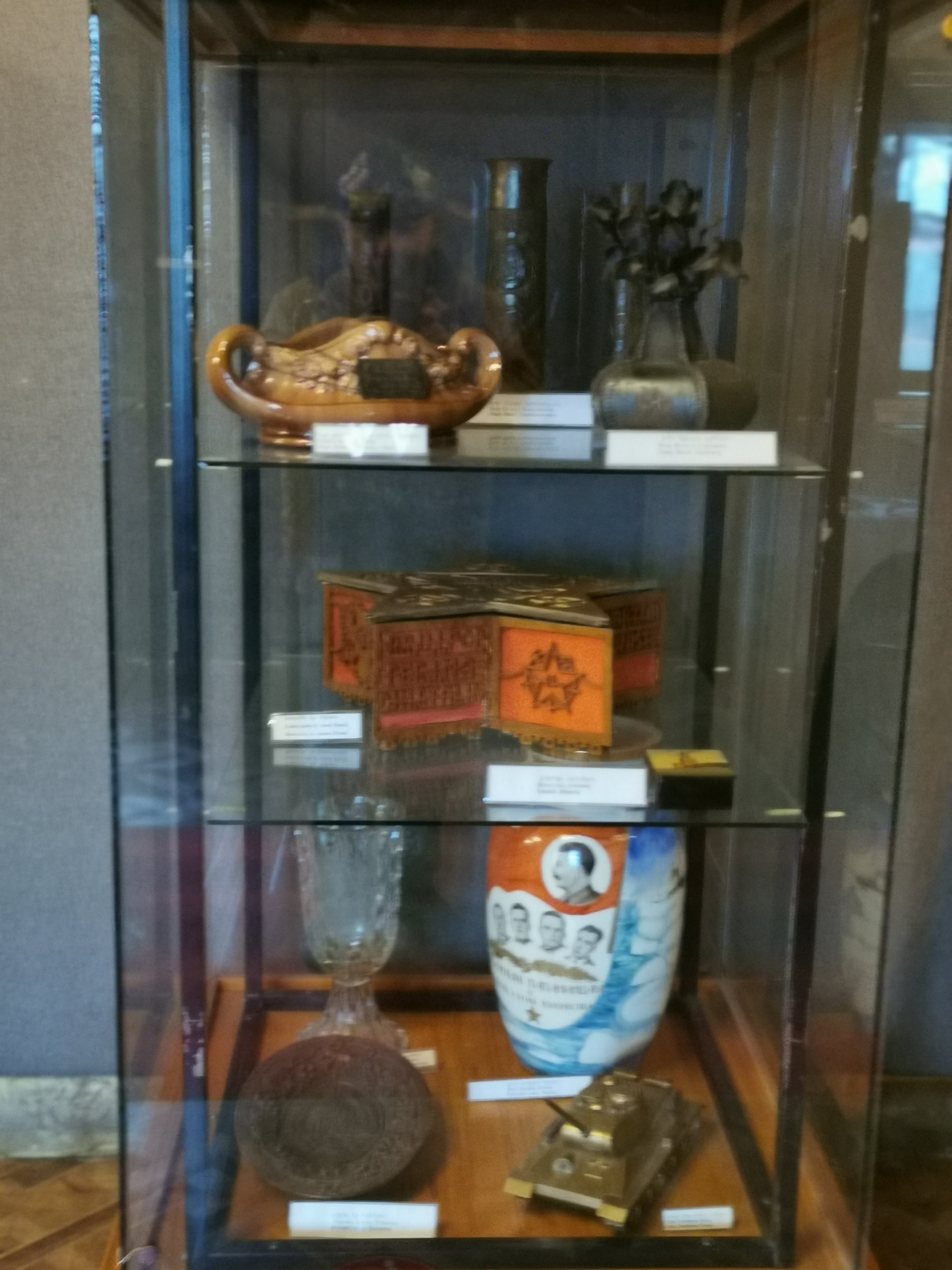

### Transporte ferroviário de Stalin
O transporte ferroviário pessoal de Stalin está no Museu Stalin, Gori
Ao lado do museu, está o transporte ferroviário pessoal de Stalin. A carruagem verde do Pullman, que é blindada e pesa 83 toneladas, foi usada por Stalin a partir de 1941, incluindo nas suas participações na Conferência de Yalta e na Conferência de Teerã. Foi enviado ao museu ao ser recuperado dos estaleiros ferroviários em Rostov-on-Don em 1985.